# Arta vestimentară maramureșeană
Toate piesele portului popular sunt produsul exclusiv al industriei casnice textile, având ca punct de pornire culturile de plante tehnice (cânepa, inul) și creșterea oilor (pentru producția de lână), apoi prelucrarea firelor (înmuiatul, melițatul, pieptănatul, etc.) și în cele din urmă țesutul pânzelor, în microateliere casnice, croiul și brodarea.
La toate acestea se adaugă meșterii specializați în confecționarea cojoacelor, sumanelor, gubelor, opincilor și pălăriilor.
În trecut, modelele și gama coloristică erau conservate de către fiecare comunitate, alcătuind o specificitate locală, prin care se transmiteau mesaje cu ajutorul unor simboluri: „Ochii avizați ai localnicilor recepționau motive, culori, compoziții ornamentale specifice unui anumit sat și nu de puține ori nu numai că erau în stare să citească mesajul, dar recunoșteau și anumite redundanțe în modul în care acesta fusese formulat” (Corneliu Mirescu, 2006).
Principalele elemente de identificare erau zadiile (Zadia este o țesătură de lână în costumul popular țărănesc feminin din unele regiuni, decorată cu dungi late negre, alternând cu altele roșii sau portocalii și purtată peste poale, o parte în față și cealaltă în spate. Sinonime: Catrință, fotă; șorț.), prin dispunerea și cromatica dungilor orizontale (pentru femei) și sumanul, prin lungime (pentru bărbați). Nuanțarea se făcea și prin croi, materiale auxiliare, lățimea tivului, sisteme de închidere, poziționarea buzunarelor, etc. Elementul cromatic preponderent juca un rol decisiv în identificarea zonei de proveniență, îndeosebi în cazul zadiilor: galben deschis sau verde pentru Valea Marei, portocaliu pentru Valea Vișeului, roșu pentru Valea Izei, fiecare în alternanță cu dungi negre.
Portul maramureșean se remarcă prin eleganță sobră, reținută, este unitar și are „un caracter cu totul original, cu elemente specifice pe care nu le găsim în alte zone” (T.  Bănățeanul, 1965).
Costumul femeiesc este compus dintr-o basma înflorată (neagră la femeile mai în vârstă), cămașă cu decolteu dreptunghiular, cu mâneci trei sferturi, poale peste care se îmbracă două zadii, un pieptar din pănură sură sau un „lecric” (jachetă), guba din lână albă cu mițe lungi, iar ca accesoriu „zgarda scumpă” (mărgele de corali) sau zgărdanele (țesături de mărgele mici în jurul gâtului).
Portul bărbătesc are ca element de bază cămașa albă, scurtă, cu mâneci largi, vara gatii (izmene) lungi până la mijlocul gambei, iarna cioareci din lână albă, chimir lat la brâu; lecric și gubă. Din gama accesoriilor notăm clopul și straița țesută în culori vii (T. Bănățeanul, 1965).
Cercetând metopele monumentului de la Adamclisi, precum și Columna lui Traian (de la Roma), se poate dovedi perenitatea unor piese vestimentare pe care și azi maramureșenii le utilizează cu mândrie și noblețe: guba și gluga.